# Binney & Burnham
Binney & Burnham war ein US-amerikanischer Hersteller von Automobilen.

## Unternehmensgeschichte
James L. Binney und John Appleton Burnham gründeten im Januar 1902 das Unternehmen in Boston in Massachusetts. Zu diesem Zeitpunkt hatten sie bereits einen Dampfwagen für George McQuesten gefertigt. Nun produzierten sie Fahrzeuge nach Kundenaufträgen. Der Markenname lautete Binney & Burnham. Einer der Käufer war Elliot C. Lee. Im Dezember 1902 endete die Produktion. Im Januar 1903 trennten sich die Partner.
Burnham war danach an Lyman & Burnham beteiligt.

## Fahrzeuge
Im Angebot standen ausschließlich schwere Dampfwagen. Der leichteste Zweisitzer wog rund 500 kg. Model B war ein Runabout und Model C ein Tourenwagen mit Platz für acht Personen. Die Höchstgeschwindigkeit wird als niedrig beschrieben. Der Dampfmotor hatte zwei Zylinder.